# 新埃里希氏体属
新埃里希氏体属（学名：Neoehrlichia）是无形体科下的一个属。

## 下属物种
本属包括以下物种：
- Neoehrlichia lotoris
- 米库尔新埃里希氏体 Neoehrlichia mikurensis